# Асавбашево
Асавбашево (баш. Аҫаубаш) — деревня в Аургазинском районе Республики Башкортостан Российской Федерации. Входит в состав Семенкинского сельсовета. Население на 1 января 2009 года составляло 420 человек.
Почтовый индекс — 453492, код ОКАТО — 80205834002.

## География

### Географическое положение
Расстояние до:
- районного центра (Толбазы): 25 км,
- центра сельсовета (Семёнкино): 4 км,
- ближайшей ж/д станции (Стерлитамак): 34 км.

## Население
| 2002 | 2009 | 2010 |
| ---- | ---- | ---- |
| 411  | ↗420 | ↘414 |

Согласно переписи 2002 года, преобладающая национальность — чуваши (93 %).